# Liste der Könige von Tyros
Diese Seite listet die Könige von Tyros auf.
Tyros war ein historischer phönizischer Stadtstaat im heutigen Libanon. Bemerkenswert sind die wiederkehrenden Reminiszenzen in den Königsnamen an den Gott Baʿal und die Göttin Astarte. (Siehe hierzu auch die Ugaritische Religion.)

## Könige von Tyros, 990–532 v. Chr.
- Abi-Baʿal 990–978
- Hiram I. 978–944, (nach Josephus) erbaute 957 den Tempel zu Jerusalem od. Tyros, Zeitgenosse Salomons
- Baʿal-Eser I. 944–927, (nach Josephus) Ba'l-manzer, Sohn des Hiram
- Abdastratos 927–918, (nach Josephus) 'Abd'-aštart, Sohn des Ba'lmanzer, wurde durch Komplott seiner Stiefbrüder getötet.
- Methusastartos 918–906, (nach Josephus) Metu'-aštart, Stiefbruder des 'Abd'-aštart, Bruder des 'Aštarum und Pelles
- Astarymos 906–897, (nach Josephus) 'Aštarum, Bruder des Metu'-aštart und Pelles
- Phelles 897–896, (nach Josephus) Pelles, Bruder des Metu'-aštart und 'Aštarum, den er tötete
- Assyrische Herrschaft
- Eš-Baʿal I. 896–863, (nach Josephus) Ito-ba'l, ein Priester besiegte Pelles, Zeitgenosse v. Omri, Krieg zwischen Israel und Juda, Tyros wird Vasall von Šulmanu-ašared III.
- Baʿal-Eser II. 863–829, (nach Josephus) Ba'l-'ezor, Sohn des Ito-ba'l, Schlacht von Qarqar 853, Zeitgenosse von Achabbu
- Mattan I. 829–820, (nach Josephus) Metten, Sohn des Ba'l-'ezor
- Pumiyaton 820–774 (nach Josephus) Pygmalion, dessen Schwester Dido 813 Karthago erbaut haben soll.
- Eš-Baʿal II. 750–739, Zeitgenosse des Schipit-Ba'al II. von Byblos
- Hiram II. 739–730
- Mattan II. 730–729
- Elulaios 729–694, Rebellion phönizischer Städte gegen Salmanassar V., Sidon rebelliert 701 gegen Sanherib
- Abd Melqart 694–680
- Baʿal I. 680–660, Sidon rebelliert gegen Assurhaddon und wird 677 zerstört, seine Bewohner deportiert
- Ägyptische Herrschaft
- Unter Pharao Necho II., einem Verbündeten von Aššur-uballiṭ II. wurden 609 zahlreiche Städte kurzfristig Vasallen der Ägypter (de facto schon 610), während das Assyrische Reich durch eine Koalition von Babylon mit den Medern erobert wurde. Joschija leistete jedoch Widerstand und wurde bei Meggido tödlich verletzt. 605 traf sich das ägyptische Heer mit Resten der Assyrer und das von Nebukadnezar II. geführte babylonische Heer mit Unterstützung der Meder in der Schlacht bei Karkemiš, die Necho II. verlor. 601 stand Nebukadnezar II. vor den Toren Ägyptens und die Levante war erobert. 596–594 v. Chr. soll Necho II. eine phönizische Expedition beauftragt haben Afrika zu umrunden. Laut einer Theorie soll Necho II. die nun heimatlosen Assyrer einschließlich ihrer Verbündeten aus Syrien und Kanaan auf eine Expeditions in zentrale Afrika Zilum geschickt haben, die dort das Reich Kanem gründeten.
- Babylonische Herrschaft
- EšBaʿal III. 591–573, Vasall des Nebukadnezar II. (neubabylonisches Reich), Beginn des Babylonischen Exils der Juden
- Baʿal II. 573–564, Niedergang von Tyros zugunsten des von Nebukadnezar II. neu errichteten Sidon
- Yakin-Baʿal 564 (2 Monate)
- Keleb 564–563 (10 Monate)
- Abba-el II. 563 (3 Monate)
- Mattan III. und Ger Ašthari 563–557
- Baʿal-Eser III. 557–556
- Mahar-Baʿal 556–552
- Hiram III. 552–532, Lossagung der tyrischen Kolonie Karthago
- Persische Herrschaft
- Ab 539 fallen die phönizischen Städte unter persischer Herrschaft und nehmen als Verbündete an den Perserkriegen teil, einschließlich Karthago, das zusätzlich ein Bündnis mit den Etruskern gegen die Griechen einging und Syrakus in Sizilien attackierte.
- Euagoras, um 350 rebelliert Sidon unter Tabnit (gr. Tennes) und wird zerstört, Tyros übernimmt erneut die Vormachtstellung unter den Phöniziern
- Azemilkos 340–332, nach 7 Monaten der Belagerung die Eroberung durch Alexander